# Делвино (Благоєвградська область)
Де́лвино (болг. Делвино) — село в Благоєвградській області Болгарії. Входить до складу общини Благоєвград.

## Населення
За даними перепису населення 2011 року у селі проживали 56 осіб, з них 55 осіб (98,2%) — болгари.
Розподіл населення за віком у 2011 році:
Динаміка населення: